# Református templom (Fehérgyarmat)
A fehérgyarmati Református templom a város református hitéletének központja, a város meghatározó és jellegzetes jelképe. A 15. századi református templom gótikus stílusban épült négy fiatornyos, fagalériás toronysisakú egyhajós épület. A templom harangját Báthory István erdélyi fejedelem és lengyel király adományozta a településnek a kenyérmezei csata emlékére. A templom mennyezetét borító két kazettája zsoltárszöveggel van teleírva.

## A templom története
1479. október 13-án a Szászváros melletti Kenyérmezőn Báthory István erdélyi vajda és Kinizsi Pál fényes győzelmet aratott a törökök felett. Az itt szerzett zsákmányból építtette Báthory István a két nyírbátori templomot, és az azoknál jóval kisebb fehérgyarmati templomot. A fehérgyarmati templom építését 1486-ban fejezték be, amelynek munkálatait Mátyás király olasz építésze, János mester is ellenőrizte. A gyarmati templom akkor még tiszta gótikus stílusban épült, amelyet ma már csak külső támpillérek, valamint a főbejárat csúcsíves kialakítása őriznek.
Fehérgyarmat reformációja 1550 előtt már biztosan megtörtént. 1545. szeptemberében tartották az első magyar protestáns zsinatot Erdődön, s akkor már csaknem egész Szatmár megye csatlakozott a reformációhoz Batizi András és Kopácsi István munkássága nyomán. A gyarmati református lelkipásztorok nevét 1569-től ismerjük. Ekkor az új hitre térő fehérgyarmatiak gótikus templomukat hitüknek megfelelően puritánná alakították át.
A gyászévtizedben, 1672-ben Báthory Zsófia, a térség leghatalmasabb és egyben hithű katolikus földbirtokosa elvette a templomot a gyülekezettől, és a lelkipásztort a bíróval együtt a munkácsi várbörtönnel fenyegette. Ám Báthory Zsófia 1681-ben bekövetkező halálával, valamint az 1681-es soproni országgyűlés végzését követően a fehérgyarmatiak visszakapták a templomukat. 

## Harangja
Ecsedi Báthory István országbíró (1555-1605) országbíró, Szatmár megyei főispán 1587-ben egy kb. 15 bécsi mázsás harangot öntetett a fehérgyarmati templomnak. Ez a harang ma is megvan, s eredeti köriratán latinul ez áll: „Hoc opus fieri curavit oppido Fehergyarmat illustris ac magnus Dominus Stephanus de Bathor anno 1587.” („Ezt a művet készíttette Fehérgyarmat Mezővárosnak tekintetes és nagyságos Báthory István úr az 1587. évben) 

## Anyakönyvek
Az első anyakönyv 1740-ben kezdődik. 1742-ben pestisjárvány pusztított, amikor félév alatt több mint 500 halottat temettek el. Ebben az időben – 1737-1762-ig – volt Fehérgyarmat híres lelkipásztora Jeremiás István esperes, aki a pestisből való meggyógyulása után hálaadásként feleségével együtt úrasztalai edényeket adományozott az egyháznak, amelyek máig a gyülekezet tulajdonában van. Legrégebbi úrasztalai terítő 1640-ből való.

## Átépítés
1766 és 1794 között a templomot „minden máshonnan bevehető segedelem nélkül” újjáépítették, és gyakorlatilag megduplázták, mivel a régi templomot a gyülekezet kinőtte. Ma a középen elhelyezkedő szószéknél húzódott a korábbi templom keleti fala. A gótikus stílust szinte végleg megszüntették, de a protestáns egyházművészet remekével, motívumokkal és virágokkal szépen díszített fakazettákkal fedték be az egész mennyezetet. Ezekből ma már csak két darab maradt meg, ugyanis a múlt század elején elvégzett nagyobb tetőrekonstrukció következtében levették azokat, de vissza már nem kerültek eredeti helyükre, további sorsukról sem tudunk semmit. A megmaradt emlékeket a gyülekezet felújíttatta, és a templom északi falán helyeztette el mementóként. A 18. századi felújítások és átépítések alkalmával nyerte el a templom mai arculatát, a padok, a karzatok, a szószék és a mózesszék is abból az időből valóak.

## Orgona
A templom első orgonáját Szatmárnémetiben készítette Blaunka Sámuel, amelyet 1869. májusában avattak fel. 1910-ben ezt az orgonát a zsarolyáni egyházközségnek adták el, és Rieger Ottó budapesti mesternél új orgonát rendeltek. Mindkét orgona megépítése a lelkipásztorok mellett Gacsályi Lajos és felesége, Ács Zsófia buzgó alapítványtevők érdeme. A több mint száz éves orgona máig versenyorgonaként is használatos.